# Sinhajska revolucija
Sinhajska revolucija, Kineska revolucija iz 1911. godine ili Kineska revolucija naziv je za kratkotrajni građanski rat u Kini koji se odigrao od kraja 1911. do početka 1912. godine i za posledicu imao prestanak vladavine carskog režima pod dinastijom Ćing i uspostavu Republike Kine. Uzroci su bili u tokom više decenijama akumuliranom nezadovoljstvu vladavinom mandžurske dinastije Ćing, koje je većinsko kinesko stanovništvo smatralo strancima, ali i nizom ponižavajućih poraza u ratovima i spremnošću Ćinga da pruža teritorijalne i brojne druge ustupke zapadnim silama; ti su se procesi odlikovali kroz stvaranje niza tajnih nacionalističkih udruženja, od koja su neka prihvatila zapadne koncepte republikanstva, liberalizma i demokracije. Povod za izbijanje sukoba je bilo nastojanje Ćinga da silom uguši pokret za zaštitu željeznice, odnosno nacionalizuje lokalnu privatnu željeznicu u provinciji Sečuan kako bi je prodala zapadnim bankama. Dana 10. oktobra 1911. su se u Vučangu pobunile carske trupe tzv. Nove vojske, originalno poslate da suzbiju demonstracije. Vučanški ustanak je poslužio kao primer brojnim drugim revolucionarnim grupama, ali i carskim generalima koji su u sledećih mesec-dva počeli da otkazuju poslušnost centralnoj vlasti i da proglašavaju nezavisnost svojih provincija. Komandant carskih trupa Juen Šikaj je u višenedeljnoj bici kod Jangsja uspeo da porazi deo revolucionarnih snaga, ali je dana 1. decembra pristao na primirje, odnosno početak pregovora o mirnom rešenju sukoba. Tokom njih je pristao na ponudu revolucionara da postane prvi predsednik novoproglašene Republike Kine; revolucija je formalno završena abdikacijom poslednjeg kineskog cara Pu Jia u februaru 1912. Novi režim, poznat kao Bejanška vlada, međutim, nije bila u stanju uspostaviti autoritet, pa su između ostalih, revoluciju iskoristili Spoljašnja Mongolija i Tibet da se de fakto otcepe od Kine, a sama Kina je bila izložena dugogodišnjem periodu nestabilnosti i vladavine gospodara rata koji neće biti okončan sve do pobede komunista u građanskom ratu 1949. godine. Uprkos tome, i u NR Kini i u današnjem Tajvanu (koji se smatra naslednikom Republike Kine) se Sinhajska revolucija slavi kao jedan od najvažnijih događaja nacionalne istorije.

## Zaleđina
Nakon pretrpljenog prvog poraza od Zapada u Prvom opijumskom ratu 1842. godine, carski dvor dinastije Ćing je imao poteškoća u sprečavanju stranih upada u Kinu. Napori na prilagođavanju i reformi tradicionalnih metoda upravljanja bili su ograničeni duboko konzervativnom dvorskom kulturom koja nije želela da odobri ovlaštenja neophodna za sprovođenje reforme. Nakon poraza u Drugom opijumskom ratu 1860. godine, dinastija Đing je pokušala da sprovede modernizaciju usvajanjem izvesnih zapadnih tehnologija putem Pokreta za jačanje samouprave iz 1861. godine. U ratovima protiv Tajpinga (1851–64), Niana (1851–68), Junan (1856–68) i severozapada (1862–77) pokazalo se da su tradicionalne carske trupe neadekvatne i dvor je postao zavistan od lokalnih vojnih formacija. Kina je 1895. pretrpela još jedan poraz tokom Prvog kinesko-japanskog rata. Time je postalo očigledno da je neophodno da se modernizuje tradicionalno kinesko feudalno društvo da bi tehnološki i komercijalni napreci mogli da budu uspešni.
Godine 1898, car Guang-sji je po savetu reformatora Kanga Juveja i Ljang Ćičao preduzeo drastične reforme u obrazovanju, vojsci i ekonomiji u okviru stodnevne reforme. Reforma je naglo otkazana konzervativnim pučem koji je predvodila carica-udovica Cisi. Car Guang-sji, koji je oduvek bio marioneta zavisna od Cisi, stavljen je u kućni pritvor u junu 1898. godine. Reformatori Kang i Ljang bili bi proterani. Dok su boravili u Kanadi, u junu 1899. godine oni su pokušali da formiraju Društvo za zaštitu cara u pokušaju obnove careve moći. Carica Cisi je od tada u velikoj meri upravljala dinastijom Đing. Bokserski ustanak je podstakao još jednu stranu invaziju na Peking 1900. godine i nametanje sporazuma u vidu neravnopravnog ugovora, kojim su udeljene teritorije, omogućene ekstrateritorijalne koncesije i prožene trgovinske privilegije. Pod unutrašnjim i spoljnim pritiskom, Đing dvor je počeo da usvaja neke od reformi. Đing dinastija je uspela da zadrži svoj monopol nad političkom moći suzbijajući, često sa velikom brutalnošću, sve domaće pobune. Disidenti su mogli delovati samo u tajnim društvima i podzemnim organizacijama, u stranim koncesijama ili u inostranstvu u egzilu.

## Literatura
- Wu Xinghan (кин: 吳醒漢), Three Day Journal of Wuchang Uprising (кин: 武昌起義三日記).
- Dingle, Edwin J. (1912). China's Revolution: 1911–1912. A Historical and Political Record of the Civil War. Shanghai, China: Commercial Press.
- Kent, P. H. B. (1912). The Passing of the Manchus. London: E. Arnold.
- Esherick, Joseph W. (1976). Reform and revolution in China: the 1911 revolution in Hunan and Hubei. Berkeley: University of California Press. ISBN 978-0-520-03084-8.
- Shinkichi, / edited Eto; Schiffrin, Harold Z. (1994). China's republican revolution. [Tokyo]: University of Tokyo Press. ISBN 978-4-13-027030-4.
- Fung, Edmund S. K. (1980). The military dimension of the Chinese revolution: The New Army and its role in the revolution of 1911. Vancouver: University of British Columbia Press. ISBN 978-0-7748-0129-4.
- Goldstein, Melvyn C. (1991). A History of Modern Tibet, 1913–1951: The Demise of the Lamaist state. University of California Press. ISBN 978-0-520-07590-0.
- Ma, L. Eve Armentrout (1990). Revolutionaries, monarchists, and Chinatowns: Chinese politics in the Americas and the 1911 revolution. Honolulu: University of Hawaii Press. ISBN 978-0-8248-1239-3.
- Rankin, Mary Backus (1986). Elite activism and political transformation in China: Zhejiang Province, 1865–1911. Stanford, Calif.: Stanford University Press. ISBN 978-0-8047-1321-4.
- Shan, Patrick Fuliang. Yuan Shikai: A Reappraisal, The University of British Columbia Press. 2018.  9780774837781..
- Wright, Mary Clabaugh (1978). China in revolution: the first phase 1900–1913 (4. printing. изд.). New Haven [u.a.]: Yale University Press. ISBN 978-0-300-01460-0.
- Hsieh, Winston (1975). Chinese historiography on the Revolution of 1911: a critical survey and a selected bibliography. Stanford, Calif.: Hoover Institution Press, Stanford University. ISBN 978-0-8179-3341-8.
- Young, Ernest P. (1977). The Presidency of Yuan Shih-K'ai: Liberalism and Dictatorship in Early Republican China. Ann Arbor: University of Michigan Press, Michigan Studies on China.
- Kaplan, Lawrence M. (2010). Homer Lea: American Soldier of Fortune. Lexington.: University Press of Kentucky. ISBN 978-0-8131-2616-6.
- Kit-ching, Chan Lau (1978). Anglo-Chinese Diplomacy 1906-1920: In the Careers of Sir John Jordan and Yüan Shih-kai (на језику: немачки). Hong Kong: Hong Kong University Press. ISBN 978-962-209-010-1.
- Tang (唐), Degang (德剛) (1998). The Late 50 years of Qing: Yuan Shikai, Sun Yat-sen and Xinhai Revolution. Taipei: Yuanliu (遠流). ISBN 978-957-32-3513-2.
- Tang (唐), Degang (德剛) (2002).  袁氏當國 [The Rule of Yuan Shikai]. Taipei: Yuanliu (遠流). ISBN 978-957-32-4680-0.
- Zhang (張), Yufa (玉法) (1998).  中華民國史稿 [The History of the Republic of China]. Taipei: Lianjin (聯經). ISBN 978-957-08-1826-0.
- Lin (林), Yusheng (毓生) (1983).  <五四時代的激烈反傳統思想與中國自由主義的前途> 收入"思想與人物" [The Anti-tradition Trends of May Forth Era and the Future of Libertarianism in China included in "Personage and their thoughts"]. Taipei: Lianjin (聯經). ISBN 978-957-08-0384-6.
- Zhou (周), Weimin (伟民); Tang (唐), Linlin (玲玲) (2002).  中国和马来西亚文化交流史 [The History of Cultural Interactions of China and Malaysia]. Haikou: Hainan (海南). ISBN 978-7-5443-0682-9.
- Li (李), Zehou (澤厚); Liu (劉), Zhaifu (再復) (1999).  告別革命－二十世紀中國對談錄 [A Farewell to the Revolutions: Records of Discussions in 20th century China]. Taipei: Maitian (麥田). ISBN 978-957-708-735-5.

## Spoljašnje veze
- Pomfret, James (27. 6. 2011). „China's Wen calls for greater democracy, reforms”. Reuters. Архивирано из оригинала 06. 08. 2011. г. Приступљено 17. 11. 2011.
- The Yomiuri Shimbun (14. 10. 2011). „100 years on, China far from democracy: Editorial: DAILY YOMIURI ONLINE (The Daily Yomiuri)”. Yomiuri.co.jp. Архивирано из оригинала 20. 12. 2011. г. Приступљено 17. 11. 2011.
- „China grapples with revolutionary past, 100 years on”. GEO.tv. Архивирано из оригинала 11. 11. 2011. г. Приступљено 17. 11. 2011.
- „Democracy Activist Qin Yongmin Released from Prison after 12-Year Sentence | Human Rights in China 中国人权”. Hrichina.org. 29. 11. 2010. Архивирано из оригинала 31. 10. 2011. г. Приступљено 17. 11. 2011.
- „China grapples with revolutionary past, 100 years on”. The West Australian. Au.news.yahoo.com. 9. 10. 2011. Архивирано из оригинала 19. 10. 2017. г. Приступљено 17. 11. 2011.